# Mr. Belt & Wezol
Mr. Belt & Wezol est un duo de disc jockeys néerlandais originaires de Delft, formé en 2013. Il est composé de Bart Riem et Sam van Wees,.

## Biographie
Riem et Van Wees commencent leur carrière en publiant leurs morceaux gratuitement sur leur compte Soundcloud. Ils se feront un nom sur la scène électronique grâce à leurs singles Shiver et Feel So Good, sortis sur Spinnin' Records au cours de l'été 2014. Vers le milieu de l'année 2015, ils connaissent un plus vaste succès, grâce à leurs singles Finally et Somebody To Love qui atteindront la 2e place du Top 100 Beatport. Ils conserveront cette place pendant une semaine. En 2016, lors des International Dance Music Awards (IDMA) de la Winter Music Conference, le duo remporte le prix du meilleur nouvel artiste.
En 2020, durant la pandémie de Covid-19 aux Pays-Bas, ils mixent des sets depuis la jetée de Scheveningen et à bord d'une rame du tramway de Rotterdam pour animer les réseaux sociaux, à l'instar d'Oliver Heldens qui mixe depuis un bateau sur le fleuve Amstel et le Concertgebouw et de Martin Garrix qui organise plusieurs événements en ligne depuis divers endroits dans la région d'Amsterdam.

## Discographie

### Singles
- 2013 : "Homeless" [Free Download]
- 2014 : "The One" [Free Download]
- 2014 : "Lone" [Free Download]
- 2014 : "Toys" [Free Download]
- 2014 : "Bwap!/Slow Me Down EP" [Free Download]
- 2014 : "Sneak" [Free Download]
- 2014 : "Luv Thang" [Free Download]
- 2014 : "Cheater" [Free Download]
- 2014 : "Small Rooms" (avec De Hofnar) [Free Download]
- 2014 : "Atlas/Miracle EP" [Love Not Money Records]
- 2014 : "Shiver" [Spinnin' Records]
- 2014 : "Feel So Good" [Musical Freedom]
- 2014 : "Pikachu" (avec Oliver Heldens) [Spinnin' Records]
- 2014 : "Time" [Spinnin' Deep]
- 2015 : "Homeless" [Free Download]
- 2015 : "Finally" [Spinnin' Deep]
- 2015 : "Somebody To Love" (avec Freejak) [Spinnin' Deep]
- 2015 : "RDY2FLY" [Spinnin' Deep]
- 2016: "Faith" (avec Daser) [Potion]
- 2016: "Hide & Seek" (avec Shermanology) [Heldeep Records]
- 2016: "Stand Up" [Free Download]
- 2017: "Boogie Wonderland" [Spinnin' Records]
- 2017: "Take Me Higher" [Future House Music]
- 2017: "Good Times" [Spinnin' Deep]
- 2017: "One More Day" (avec Aevion) [SPRS]
- 2018: "Let’s All Chant" [Spinnin’ Records]
- 2018: "Stupid" (avec LucyXX) [Spinnin' Records]
- 2018: "Reckless" (avec PollyAnna) [Spinnin' Records]
- 2018: "Harmony" [Heldeep Records]
- 2019: "The Rhythm" [Spinnin' Records]
- 2019: "One Thing" (avec Jack Wins) [Spinnin' Records]
- 2019: "Mind Control" [Found Frequencies]
- 2019: "Do It For Love" (avec Sander Nijbroek) [Spinnin' Records]
- 2019: "Not Dancing" [Spinnin' Records]

### Remixes
- 2014 : Drake ft. Sampha - Too Much (Mr. Belt & Wezol Remix) [Free Download]
- 2014 : Wildchild - Renegade Master (Mr. Belt & Wezol Remix) [Free Download]
- 2014 : Naxxos - New Orleans (Mr. Belt & Wezol Remix) [Spinnin' Deep]
- 2014 : Sander van Doorn & Firebeatz - Guitar Track (Mr. Belt & Wezol Remix) [Free Download]
- 2014 : Oliver Heldens vs Becky Hill - Gecko (Overdrive) (Mr. Belt & Wezol Remix) [FFRR]
- 2014 : Spada & Elen Levon - Cool Enough (Mr. Belt & Wezol Remix) [Ego]
- 2015 : Alle Farben - Sometimes ft. Graham Candy (Mr. Belt & Wezol Remix) [Free Download]
- 2015 : Yellow Claw ft. Ayden - Till It Hurts (Mr. Belt & Wezol Remix) [Spinnin' Records]
- 2015 : SNBRN ft. Kerli - Raindrops (Mr. Belt & Wezol Remix) [Ultra Music]
- 2015 : Showtek - We Like To Party (Mr. Belt and Wezol Remix) [Unreleased]
- 2015 : Joe Stone ft. Montell Jordan - The Party (Mr. Belt & Wezol Remix) [Spinnin' Records]
- 2015 : The Arches - New Love (Mr. Belt & Wezol Remix) [POTION]
- 2015 : MNEK & Zara Larsson - Never Forget You (Mr. Belt & Wezol Remix) [Digital Teddy Ltd]
- 2016 : MOGUAI ft. Cheat Codes - Hold On (Mr. Belt & Wezol Remix) [Spinnin' Remixes]
- 2016 : Gramercy ft. Sharna Bass - Sparks (Mr. Belt & Wezol Remix) [Armada]
- 2017 : Ofenbach vs. Nick Waterhouse - Katchi (Mr. Belt & Wezol Remix) [WEA France]
- 2018 : Lost Frequencies & Zonderling - Crazy (Mr. Belt & Wezol Remix) [Found Frequencies]
- 2018 : GoldFish - Talk To Me (Mr. Belt & Wezol Remix) [Armada Music]
- 2018 : Klingande & Stevie Appleton - Sinner (Mr. Belt & Wezol Remix) [Ultra Records]